# Lotus T128
O modelo T128, foi o modelo de carro da equipe Team Lotus para a temporada 2011 de Fórmula 1, pilotado por Jarno Trulli, Heikki Kovalainen e Karun Chandhok. Foi apresentado no dia 31 de janeiro, em Valência. Com um design diferente do antecessor, a grande novidade é a troca do motor Cosworth pelo Renault.
Embora não possua KERS, o modelo foi desenvolvido com espaço para abrigar o dispositivo.
Após o Grande Prêmio do Japão, a dupla de pilotos Jarno Trulli e Heikki Kovalainen demontrou-se satisfeita com o desempenho do modelo, ao terminarem a corrida na mesma volta do líder.